# Lophocebus johnstoni
Lophocebus johnstoni (лат.) — вид обезьян из семейства мартышковых, один из видов рода Бородатые мангобеи. Ранее считался подвидом гривистого мангабея, в 2007 году был выделен в отдельный вид. Шерсть от тёмной, серо-коричневой до светло-шоколадной. В отличие от родственных Lophocebus osmani и Lophocebus albigena отсутствует чёрное пятно на загривке. Шерсть вокруг морды светло-серая или белая. Встречаются в низинных, часто заболоченных лесах в Демократической республике Конго.